# نيكول لين
نيكول لين هي ممثلة كندية، ولدت في 24 فبراير 1978 ببرامبتون في كندا.

## وصلات خارجية
- نيكول لين على موقع IMDb (الإنجليزية)
- نيكول لين على موقع ألو سيني (الفرنسية)
- نيكول لين على موقع ديسكوغز (الإنجليزية)
- نيكول لين على موقع قاعدة بيانات الفيلم (الإنجليزية)
- نيكول لين على موقع كينوبويسك (الروسية)